# Marko Lomić
Marko Lomić (Čačak, Serbia, 13 de septiembre de 1983) es un futbolista serbio que juega de defensa. 

## Selección nacional
Ha sido internacional con la selección de fútbol de Serbia en 3 ocasiones.

## Clubes
| Club                      | País     | Año       |
| ------------------------- | -------- | --------- |
| FK Borac Čačak            | Serbia   | 2000-2002 |
| PFC Litex Lovech (cedido) | Bulgaria | 2002      |
| FK Železnik               | Serbia   | 2002-2005 |
| Partizán de Belgrado      | Serbia   | 2005-2007 |
| TuS Koblenz               | Alemania | 2007-2009 |
| Partizán de Belgrado      | Serbia   | 2009-2010 |
| FC Dinamo Moscú           | Rusia    | 2010-2014 |
| FC Mordovia Saransk       | Rusia    | 2014-2016 |